# Yaksu (metropolitana di Seul)
Yaksu (약수역 - 薬水譯, Yaksu-yeok ) è una stazione della metropolitana di Seul di interscambio fra la linea 3 e la linea 6 della metropolitana di Seul. La stazione si trova nel quartiere di Jung-gu, a Seul.

## Linee
Seoul Metro
● Linea 3 (Codice: 333)
 SMRT
● Linea 6 (Codice: 633)

## Struttura
Entrambe le linee sono sotterranee. La linea arancio è dotata di una banchina a isola centrale con due binari laterali, mentre la linea marrone possiede due marciapiedi laterali. Entrambe le linee sono protette con porte di banchina.
Linea 3
| Direzione Daehwa | ● Linea 3 | per Jongno 3-ga, Gyeongbokgung, Yeonsinnae, Gupabal, Daegok e Daehwa |
| Direzione Ogeum  | ● Linea 3 | per Gosok-Terminal, Yangjae, Suseo e Ogeum                           |

linea 6
| Direzione Eungam     | ● Linea 6 | per Gongdeok, Hapjeong, World Cup Stadium, Digital Media City e Eungam |
| Direzione Bonghwasan | ● Linea 6 | per Sindang, Seokgye, Taereung e Bonghwasan                            |

## Stazioni adiacenti
| «            | Servizio | »        |
| Linea 3      | Linea 3  | Linea 3  |
| ------------ | -------- | -------- |
| Dongdae-ipgu | -        | Geumho   |
| Linea 6      |          |          |
| Beotigogae   | -        | Cheonggu |